# Dylan Windler
Dylan Windler, född 22 september 1996 i Indianapolis i Indiana, är en amerikansk professionell basketspelare (SG/SF) som spelar för Atlanta Hawks i National Basketball Association (NBA). Han har tidigare spelat för Cleveland Cavaliers, New York Knicks och Los Angeles Lakers.
Windler draftades av Cleveland Cavaliers i första rundan i 2019 års draft som 26:e spelare totalt.
Innan han blev proffs studerade Windler på Belmont University och spelade för deras idrottsförening Belmont Bruins.